# André Louis Olagnier
André Louis Olagnier, né le 28 janvier 1764 à Noyers (Yonne), mort le 5 octobre 1838 à Auxerre (Yonne), est un général français de la Révolution et de l’Empire.

## États de service
Il entre en service le 27 octobre 1783 comme soldat au régiment royal-infanterie, devenu le 23e régiment d'infanterie le 1er mai 1791. Il est nommé au grade de caporal fourrier le 1er juillet 1791. Il quitte son régiment le 7 janvier 1792. 
Il reprend du service le 17 septembre 1792 en qualité d’adjudant-major au 14e bataillon de volontaires de la Charente, et il est nommé lieutenant-colonel le 18 juin 1793 à l’armée du Nord. Il est promu général de division le 30 septembre 1793 à l’armée de l’Ouest. Il sert sous les ordres du général Fabre à Angers en octobre 1793. Il est battu par les Chouans à la bataille d'Ingrandes (Maine-et-Loire) le 18 octobre de la même année, et il est suspendu de ses fonctions le 27 décembre suivant.
Il est remis en activité le 15 novembre 1798, en tant que lieutenant à la 7e demi-brigade d’infanterie, et en 1809 nous le retrouvons capitaine dans la 4e compagnie des Gardes nationales de l’Yonne.
Il meurt à l'âge de 74 ans le 5 octobre 1838, à Auxerre.

## Sources
- (en) « Generals Who Served in the French Army during the Period 1789 - 1814: Eberle to Exelmans »
- Côte S.H.A.T.: 7 YD 125
- Georges Six, Dictionnaire biographique des généraux & amiraux français de la Révolution et de l'Empire (1792-1814) Paris : Librairie G. Saffroy, 1934, 2 vol.
- Baguenier Desormeaux, Kléber en Vendée, 1793-1794, Parsi, Alphonse Picard et fils, 1907, p. 485.